# 10711 Pskov
10711 Pskov (1982 TT2) là một tiểu hành tinh vành đai chính được phát hiện ngày 15 tháng 10 năm 1982 bởi L. V. Zhuravleva ở Đài thiên văn Crimean. Tiểu hành tinh được đặt tên sau tên thành phố cổ Nga thuộc Pskov.